# 韦塞莱 (韦塞莱市镇)
韋塞莱（烏克蘭語：Веселе），又按俄语名譯为韋肖洛耶，是烏克蘭東南部扎波羅熱州梅利托波爾區韦塞莱市镇内的市級鎮及其行政中心。面積14平方公里，海拔高度77米，2011年人口9,980，人口密度每平方公里712.9人。